# Convocazioni al campionato europeo femminile under 19 di pallavolo 2012
Elenco delle giocatrici convocate per il campionato europeo juniores 2012.

## Belgio
| N° | Nome                | Ruolo | Data di nascita  | Squadra            |
| -- | ------------------- | ----- | ---------------- | ------------------ |
| -  | Julien Van De Vyver | All   | -                | -                  |
| 1  | Aziliz Divoux       | P     | 3 gennaio 1995   | -                  |
| 2  | Britt Ruysschaert   | L     | 27 maggio 1994   | Asteríx Kieldrecht |
| 4  | Nathalie Lemmens    | C     | 12 marzo 1995    | -                  |
| 5  | Linde Hervent       | C     | 8 maggio 1994    | Asteríx Kieldrecht |
| 7  | Celine Van Gestel   | C     | 7 novembre 1997  | -                  |
| 9  | Sarah Coppens       | C     | 7 luglio 1994    | Asteríx Kieldrecht |
| 10 | Lize Van Cleemputte | P     | 13 febbraio 1995 | -                  |
| 12 | Lorena Cianci       | S     | 25 maggio 1994   | -                  |
| 13 | Brenda Taga         | S     | 23 novembre 1995 | -                  |
| 14 | Sofie Hawinkel      | S     | 16 gennaio 1995  | -                  |
| 17 | Karolina Goliat     | S     | 25 ottobre 1996  | -                  |
| 18 | Birthe Wittock      | S     | 29 maggio 1995   | -                  |

## Bulgaria
| N° | Nome                 | Ruolo | Data di nascita  | Squadra |
| -- | -------------------- | ----- | ---------------- | ------- |
| -  | Radoslav Bakardzhiev | All   | -                |         |
| 1  | Gergana Dimitrova    | S     | 22 febbraio 1996 | -       |
| 2  | Milena Dimova        | C     | 5 luglio 1994    | Marica  |
| 5  | Simona Dimitrova     | S     | 17 luglio 1994   | -       |
| 7  | Miroslava Paskova    | S     | 16 febbraio 1996 | -       |
| 8  | Petja Barakova       | P     | 18 giugno 1994   | -       |
| 9  | Kristina Gunčeva     | P     | 24 marzo 1994    | Marica  |
| 10 | Dani Naydenova       | S     | 3 dicembre 1994  | Marica  |
| 11 | Veselina Grigorova   | S/O   | 6 settembre 1995 | -       |
| 12 | Mira Todorova        | C     | 12 aprile 1994   | Marica  |
| 13 | Velina Kansazova     | L     | 16 marzo 1994    | Marica  |
| 15 | Savina Gotseva       | C     | 3 maggio 1994    | -       |
| 17 | Silvia Andreeva      | S     | 18 agosto 1995   | Marica  |

## Francia
| N° | Nome               | Ruolo | Data di nascita   | Squadra           |
| -- | ------------------ | ----- | ----------------- | ----------------- |
| -  | Jacques Béraud     | All   | -                 | -                 |
| 2  | Léa Steuperaert    | S     | 28 marzo 1995     | IFVB              |
| 3  | Lisa Menet-Haure   | L     | 16 maggio 1994    | IFVB              |
| 4  | Julie Oliveira     | S/O   | 1º aprile 1995    | IFVB              |
| 5  | Kim Nowak          | S     | 17 giugno 1995    | IFVB              |
| 6  | Pauline Martin     | C     | 20 ottobre 1995   | IFVB              |
| 7  | Zafiatou Zongo     | S     | 14 marzo 1994     | IFVB              |
| 8  | Silvana Dascalu    | C     | 14 maggio 1994    | Terville Florange |
| 9  | Élisabeth Fedèle   | S     | 11 gennaio 1994   | Le Cannet         |
| 11 | Pauline Martin     | P     | 29 settembre 1995 | IFVB              |
| 12 | Christine N'Geleka | C     | 24 gennaio 1994   | IFVB              |
| 14 | Jeanne Drouet      | P     | 2 novembre 1995   | SA Mérignac       |
| 15 | Amandine Giardino  | L     | 30 marzo 1995     | TPM               |

## Germania
| N° | Nome               | Ruolo | Data di nascita   | Squadra         |
| -- | ------------------ | ----- | ----------------- | --------------- |
| -  | Han Abbing         | All   | -                 | -               |
| 2  | Nele Barber        | S     | 27 ottobre 1994   | Olympia Berlino |
| 3  | Louisa Lippmann    | S/O   | 23 settembre 1994 | Münster         |
| 5  | Magdalena Gryka    | P     | 28 marzo 1994     | Dresdner        |
| 7  | Lisa Izquierdo     | S     | 29 agosto 1994    | -               |
| 8  | Leonie Schwertmann | C     | 12 gennaio 1994   | Münster         |
| 9  | Juliane Langgemach | C     | 6 ottobre 1994    | Dresdner        |
| 10 | Lena Stigrot       | S     | 20 dicembre 1994  | Vilsbiburg      |
| 11 | Michaela Wessely   | S     | 1º novembre 1995  | Dresdner        |
| 14 | Carina Aulenbrock  | S/O   | 22 settembre 1994 | Olympia Berlino |
| 15 | Lisa Stock         | L     | 6 giugno 1994     | Dresdner        |
| 18 | Alisha Ossowski    | S     | 26 marzo 1995     | Münster         |
| 19 | Selma Hetmann      | C     | 27 ottobre 1995   | Dresdner        |

## Italia
| N° | Nome                 | Ruolo | Data di nascita  | Squadra       |
| -- | -------------------- | ----- | ---------------- | ------------- |
| -  | Marco Mencarelli     | All   | -                | -             |
| 1  | Elena Perinelli      | S/O   | 27 giugno 1995   | Villa Cortese |
| 2  | Giulia Carraro       | P     | 25 luglio 1994   | Bergamo       |
| 3  | Eleonora Bruno       | L     | 15 aprile 1994   | Club Italia   |
| 4  | Ilaria Spirito       | S     | 20 febbraio 1994 | Busto Arsizio |
| 5  | Ilaria Maruotti      | S     | 22 febbraio 1994 | Volleyrò      |
| 6  | Martina Recine       | P     | 6 agosto 1994    | Club Italia   |
| 7  | Alessia Fiesoli      | S     | 25 maggio 1994   | Club Italia   |
| 9  | Francesca Villani    | S     | 30 maggio 1995   | Casciavola    |
| 10 | Cristina Chirichella | C     | 10 febbraio 1994 | Club Italia   |
| 12 | Laura Melandri       | C     | 31 gennaio 1995  | Bergamo       |
| 13 | Sara Bonifacio       | C     | 3 luglio 1996    | Club Italia   |
| 17 | Myriam Sylla         | S     | 8 gennaio 1995   | Villa Cortese |

## Polonia
| N° | Nome                 | Ruolo | Data di nascita  | Squadra            |
| -- | -------------------- | ----- | ---------------- | ------------------ |
| -  | Andrzej Peć          | All   | -                | -                  |
| 1  | Julia Twardowska     | S     | 4 maggio 1995    | SMS PZPS Sosnowiec |
| 2  | Ewelina Janicka      | C     | 4 novembre 1994  | SMS PZPS Sosnowiec |
| 3  | Karolina Szymańska   | C     | 22 febbraio 1994 | SMS PZPS Sosnowiec |
| 4  | Paulina Głaz         | S     | 4 gennaio 1994   | Sparta Warszawa    |
| 6  | Aleksandra Wójcik    | S     | 3 gennaio 1994   | SMS PZPS Sosnowiec |
| 8  | Martyna Grajber      | S     | 28 marzo 1995    | SMS PZPS Sosnowiec |
| 9  | Iga Chojnacka        | S/O   | 21 aprile 1994   | Legionovia         |
| 10 | Natalia Gajewska     | P     | 24 maggio 1994   | Gedania            |
| 14 | Ewelina Tobiasz      | P     | 6 febbraio 1994  | SMS PZPS Sosnowiec |
| 15 | Agnieszka Kąkolewska | C     | 17 ottobre 1994  | SMS PZPS Sosnowiec |
| 16 | Anna Korabiec        | L     | 11 febbraio 1995 | SMS PZPS Sosnowiec |
| 18 | Natalia Strózik      | S     | 23 agosto 1995   | SMS PZPS Sosnowiec |

## Rep. Ceca
| N° | Nome               | Ruolo | Data di nascita  | Squadra      |
| -- | ------------------ | ----- | ---------------- | ------------ |
| -  | Stanislav Mitáč    | All   | -                | -            |
| 2  | Veronika Pešková   | L     | 24 luglio 1994   | -            |
| 4  | Anna Pospíšilová   | P     | 22 marzo 1995    | Královo Pole |
| 5  | Kateřina Nalezková | S     | 21 marzo 1995    | -            |
| 6  | Klára Melicharová  | S     | 24 maggio 1994   | Le Cannet    |
| 7  | Michaela Kubíčková | S     | 12 aprile 1994   | -            |
| 8  | Lucie Herbočková   | C     | 2 gennaio 1994   | -            |
| 9  | Pavlína Šimáňová   | C     | 5 aprile 1996    | VK Rokycany  |
| 10 | Marie Kurková      | P     | 20 maggio 1996   | -            |
| 11 | Veronika Trnková   | S     | 13 ottobre 1995  | -            |
| 13 | Tereza Patočková   | S/O   | 2 agosto 1994    | -            |
| 14 | Kateřina Zemanová  | C     | 1º febbraio 1994 | -            |
| 16 | Michaela Mlejnková | S     | 26 luglio 1996   | -            |

## Russia
| N° | Nome               | Ruolo | Data di nascita  | Squadra      |
| -- | ------------------ | ----- | ---------------- | ------------ |
| -  | Svetlana Safronova | All   | -                | -            |
| 2  | Irina Voronkova    | S     | 20 ottobre 1995  | Dinamo-Kazan |
| 3  | Tat'jana Romanova  | P     | 9 giugno 1994    | Dinamo-Kazan |
| 5  | Marija Bibina      | L     | 26 marzo 1994    | -            |
| 6  | Olesja Nikolaeva   | S     | 18 marzo 1994    | Dinamo-Kazan |
| 7  | Irina Fetisova     | C     | 7 settembre 1994 | -            |
| 8  | Anna Luneva        | C     | 12 luglio 1995   | -            |
| 9  | Eli Uattara        | S     | 21 agosto 1994   | -            |
| 10 | Elena Novik        | P     | 23 marzo 1994    | Dinamo Mosca |
| 12 | Anastasija Barchuk | C     | 9 febbraio 1996  | -            |
| 13 | Ksenija Il'čenko   | S     | 31 ottobre 1994  | -            |
| 15 | Ekaterina Voronova | L     | 15 gennaio 1994  | -            |
| 16 | Rimma Gončarova    | C     | 11 maggio 1995   | -            |

## Serbia
| N° | Nome                | Ruolo | Data di nascita   | Squadra          |
| -- | ------------------- | ----- | ----------------- | ---------------- |
| -  | Ratko Pavličević    | All   | -                 | -                |
| 1  | Mina Popović        | C     | 16 settembre 1994 | Stella Rossa     |
| 2  | Nada Mitrović       | S     | 22 ottobre 1994   | Lazarevac        |
| 3  | Maja Simić          | P     | 18 aprile 1995    | Stella Rossa     |
| 7  | Nadica Dragutinović | L     | 3 maggio 1995     | Stella Rossa     |
| 8  | Milica Kubura       | S/O   | 20 marzo 1995     | Stella Rossa     |
| 9  | Jelena Trnić        | C     | 29 agosto 1995    | Spartak Subotica |
| 10 | Nataša Čikiriz      | S/O   | 26 giugno 1995    | Vizura           |
| 11 | Katarina Čanak      | C     | 18 agosto 1995    | Stella Rossa     |
| 12 | Bianka Buša         | S     | 25 luglio 1994    | Vizura           |
| 13 | Slađana Mirković    | P     | 7 ottobre 1995    | Vizura           |
| 14 | Jelena Oluić        | S     | 15 gennaio 1994   | Spartak Subotica |
| 17 | Nikolina Lukić      | S     | 18 agosto 1994    | Stella Rossa     |

## Slovacchia
| N° | Nome               | Ruolo | Data di nascita   | Squadra |
| -- | ------------------ | ----- | ----------------- | ------- |
| -  | Eva Koseková       | All   | -                 | -       |
| 1  | Monika Doležalová  | L     | 6 settembre 1995  | -       |
| 2  | Barbora Koseková   | P     | 22 novembre 1994  | -       |
| 3  | Nikola Pištěláková | S/O   | 3 aprile 1994     | -       |
| 4  | Lucia Miksiková    | S     | 4 gennaio 1997    | -       |
| 6  | Michaela Korená    | C     | 17 gennaio 1995   | -       |
| 7  | Miroslava Řeháková | S     | 20 agosto 1994    | -       |
| 8  | Karolína Moderová  | S     | 11 luglio 1995    | -       |
| 9  | Lujza Medvecká     | S     | 28 marzo 1994     | -       |
| 10 | Andrea Štrbová     | S     | 25 dicembre 1995  | -       |
| 13 | Adéla Grolmusová   | S     | 29 luglio 1994    | -       |
| 15 | Laura Žáčková      | P     | 1º settembre 1994 | -       |
| 16 | Nikola Stümpelová  | C     | 21 marzo 1994     | -       |

## Slovenia
| N° | Nome            | Ruolo | Data di nascita  | Squadra |
| -- | --------------- | ----- | ---------------- | ------- |
| -  | Bruno Najdić    | All   | -                | -       |
| 1  | Eva Mori        | P     | 13 marzo 1996    | Kamnik  |
| 2  | Nika Blagne     | S     | 16 novembre 1994 | Branik  |
| 8  | Sara Kušar      | L     | 20 agosto 1994   | Koper   |
| 9  | Elena Kučej     | C     | 3 dicembre 1994  | Branik  |
| 10 | Sara Najdič     | P     | 17 dicembre 1994 | -       |
| 11 | Teja Kolbl      | S     | 30 marzo 1994    | -       |
| 12 | Saša Planinšec  | S     | 2 giugno 1995    | -       |
| 13 | Lana Ščuka      | S     | 6 ottobre 1996   | Vital   |
| 14 | Nina Petranovič | S/O   | 27 luglio 1995   | -       |
| 16 | Iza Mlakar      | S/O   | 14 novembre 1995 | -       |
| 17 | Nuša Ferlinc    | C     | 6 giugno 1995    | -       |
| 18 | Dajana Lucas    | S     | 26 marzo 1994    | -       |

## Turchia
| N° | Nome            | Ruolo | Data di nascita  | Squadra       |
| -- | --------------- | ----- | ---------------- | ------------- |
| -  | Gökhan Edman    | All   | -                | -             |
| 1  | Damla Çakıroğlu | S     | 22 giugno 1994   | TED Ankara    |
| 2  | Çağla Akın      | P     | 19 gennaio 1995  | VakıfBank     |
| 3  | Kübra Akman     | C     | 13 ottobre 1994  | Nilüfer       |
| 5  | Şeyma Ercan     | S     | 5 luglio 1994    | Beşiktaş      |
| 6  | Ceylan Arısan   | C     | 1º gennaio 1994  | Eczacıbaşı    |
| 7  | Ceyda Aktaş     | S/O   | 18 agosto 1994   | VakıfBank     |
| 9  | Aslı Kalaç      | C     | 13 dicembre 1995 | Yeşilyurt     |
| 10 | Ece Hocaoğlu    | S/O   | 5 marzo 1994     | Nilüfer       |
| 11 | Kübra Kegan     | P     | 18 luglio 1995   | Ankaragücü    |
| 14 | Ecem Alıcı      | S     | 1º gennaio 1994  | Galatasaray   |
| 16 | Didem Marangoz  | L     | 29 luglio 1995   | -             |
| 18 | Dilara Bağcı    | L     | 2 febbraio 1994  | İller Bankası |